# Anne Jeffreys
Anne Jeffreys (Goldsboro, 26 de enero de 1923-Los Ángeles, 27 de septiembre de 2017) fue una actriz y cantante estadounidense.

## Carrera
Nacida como Annie Jeffreys Carmichael en Goldsboro, Carolina del Norte, Jeffreys entró en el campo del entretenimiento a una edad temprana, con su entrenamiento inicial en voz (ella era una consumada soprano). «Se hizo miembro de la Compañía Municipal de Ópera de Nueva York con una beca y cantó el papel principal en Carnegie Hall en cosas como La bohème, Traviata y Pagliacci». Sin embargo, como adolescente decidió firmar con la agencia John Robert Powers como modelo junior. Sus planes para una carrera operística fueron dejados de lado cuando fue elegida en una reseña musical, Fun for the Money. Su aparición en esa revista la llevó a su primer papel en la película I Married an Angel (1942), protagonizada por Nelson Eddy y Jeanette MacDonald. Fue contratada por RKO y Republic Studios durante la década de 1940, incluyendo varias apariciones como Tess Trueheart en la serie Dick Tracy, y el musical de Frank Sinatra Step Lively en 1944. También apareció en la comedia de terror Zombies en Broadway con Wally Brown y Alan Carney en 1945 y protagonizó Riffraff con Pat O'Brien dos años más tarde. Jeffreys también apareció en varias películas occidentales y como compañera del ladrón de bancos John Dillinger en Dillinger de 1945.
Cuando su carrera en Hollywood decayó, se enfocó en el teatro, interpretando papeles principales en Broadway en producciones como la ópera de 1947 Street Scene, el musical de Cole Porter de 1948 Kiss Me, Kate (habiendo reemplazado a Patricia Morison) y el musical de 1952 Three Wishes for Jamie. Con su esposo, Robert Sterling, apareció en la comedia de la CBS Topper (1953-1955), en la que fue calificada con una voz en off como «la fantasma más grande del mundo».
Después de un retiro parcial en la década de 1960, apareció en televisión, apareciendo en episodios de series como Love, American Style (con su esposo), L. A. Law y Murder, She Wrote. Fue nominada para un Globo de Oro por su trabajo en The Delphi Bureau (1972). De 1984 a 1985, protagonizó la serie de Aaron Spelling Finder of Lost Loves. También apareció en Baywatch como la madre de David Hasselhoff, y también tuvo un papel recurrente en la telenovela nocturna Falcon Crest como Amanda Croft.
Amanda apareció por última vez en la pantalla en 2004 en la telenovela General Hospital.

## Reconocimiento
La estrella de Jeffreys en la categoría de televisión en el Paseo de la fama de Hollywood está en 1501 Vine Street. Fue dedicada el 8 de febrero de 1960. En 1997, fue galardonada con el Golden Boot Award como una de las personas que «promovió la tradición del occidente en el cine y la televisión». En 1998, recibió el premio Living Legacy Award del Women's International Center.

## Vida personal

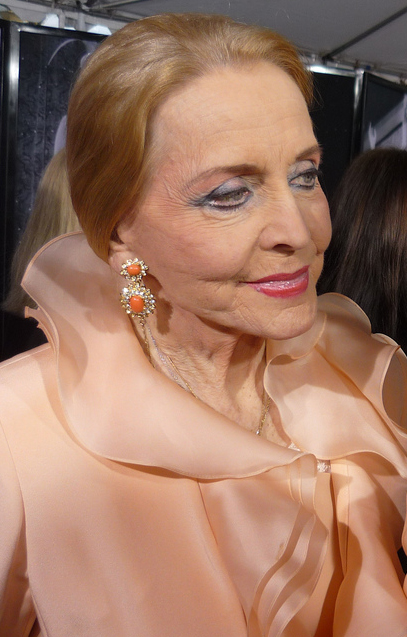
Jeffreys en 2010

Jeffreys se casó dos veces. Su primer matrimonio, con Joseph Serena, fue anulado en 1949. No tuvieron hijos.
Se casó con el actor Robert Sterling en 1951. Sterling apareció con Jeffreys en la serie Topper. En enero de 1958, la pareja intentó protagonizar otra serie, Love That Jill. Solo duró unos meses, con 13 episodios rodados. Tuvieron tres hijos: Jeffrey, Dana y Tyler. Robert Sterling murió el 30 de mayo de 2006 a la edad de 88 años.
En julio de 1956, la madre de Jeffreys, Kate Jeffreys Carmichael, de 67 años, fue atropellada por su propio automóvil y falleció en la entrada de la casa de su hija. La policía dijo que Carmichael estaba sacando libros del maletero cuando el freno de emergencia aparentemente se soltó. El coche bajó por el camino inclinado, arrastrando a la madre de la actriz unos ocho metros.

## Muerte
Jeffreys murió el 27 de septiembre de 2017 en su casa de Los Ángeles a la edad de 94 años. Ella dejó una hijastra Tisha Sterling, tres hijos, cinco nietos y dos bisnietos.

## Filmografía

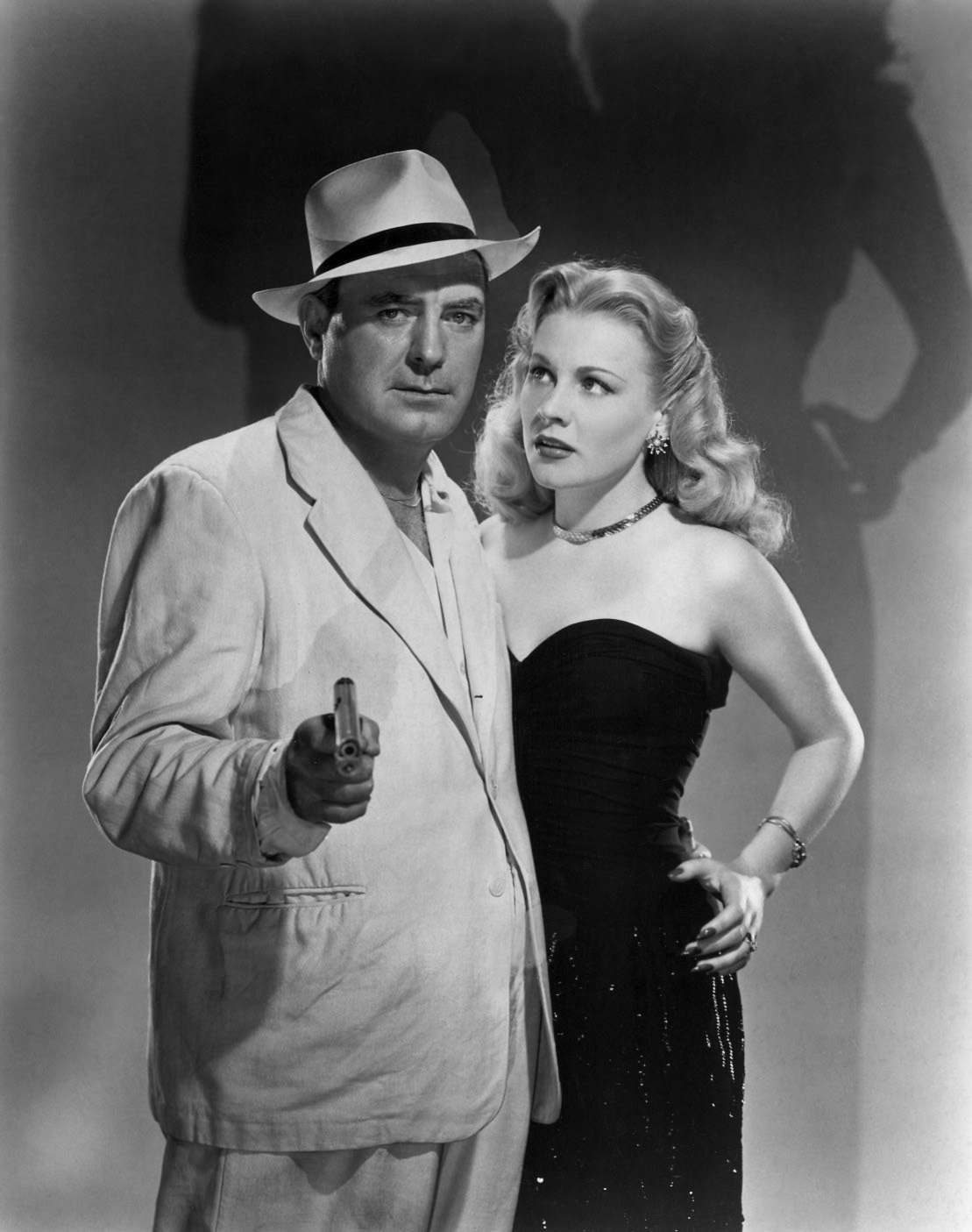
Con Pat O'Brien en Riffraff (1947)

### Películas
| Año  | Título                       | Papel                                     |
| ---- | ---------------------------- | ----------------------------------------- |
| 1942 | Billy the Kid Trapped        | Sally Crane                               |
| 1942 | Yokel Boy                    | Testigo en la boda                        |
| 1942 | Tarzan's New York Adventure  | Mujer joven                               |
| 1942 | Moonlight Masquerade         | Cantante en el Trío                       |
| 1942 | I Married an Angel           | Polly                                     |
| 1942 | The Old Homestead            | Goldie                                    |
| 1942 | Joan of Ozark                | Marie Lamont                              |
| 1942 | Flying Tigers                | Enfermera                                 |
| 1942 | X Marks the Spot             | Lulu                                      |
| 1943 | Chatterbox                   | Vivan Gale                                |
| 1943 | Calling Wild Bill Elliott    | Edith Richards                            |
| 1943 | The Man from Thunder River   | Nancy Ferguson                            |
| 1943 | Crime Doctor                 | Reporter on telephone                     |
| 1943 | Bordertown Gun Fighters      | Anita Shelby                              |
| 1943 | Wagon Tracks West            | Moon Hush                                 |
| 1943 | Overland Mail Robbery        | Judy Goodrich                             |
| 1943 | Death Valley Manhunt         | Nicky Hobart                              |
| 1944 | Mojave Firebrand             | Gail Holmes                               |
| 1944 | Hidden Valley Outlaws        | June Clark                                |
| 1944 | Step Lively                  | Miss Abbott                               |
| 1944 | Nevada                       | Julie Dexter                              |
| 1945 | Dillinger                    | Helen Rogers                              |
| 1945 | Zombies on Broadway          | Jean La Danse                             |
| 1945 | Those Endearing Young Charms | Suzibelle, camarera del club de oficiales |
| 1945 | Sing Your Way Home           | Kay Lawrence                              |
| 1945 | Dick Tracy                   | Tess Trueheart                            |
| 1946 | Ding Dong Williams           | Vanessa Page                              |
| 1946 | Step by Step                 | Evelyn Smith                              |
| 1946 | Genius at Work               | Ellen Brent                               |
| 1946 | Dick Tracy vs. Cueball       | Tess Trueheart                            |
| 1946 | Vacation in Reno             | Eleanor                                   |
| 1947 | Trail Street                 | Ruby Stone                                |
| 1947 | Riffraff                     | Maxine Manning                            |
| 1948 | Return of the Bad Men        | Cheyenne                                  |
| 1962 | Boys' Night Out              | Toni Jackson                              |
| 1968 | Panic in the City            | Myra Pryor                                |
| 1994 | Clifford                     | Annabelle Davis                           |
| 2008 | Richard III                  | Duquesa de York                           |
| 2015 | Le Grand Jete                | Millie Halifax                            |

### Televisión
| Año       | Título                  | Papel                                       | Notas |
| --------- | ----------------------- | ------------------------------------------- | --- |
| 1953–1955 | Topper                  | Marion Kerby                                | 78 episodios |
| 1955      | Dearest Enemy           | Betsy Burke                                 | Película de TV |
| 1957      | Wagon Train             | Julia Gage                                  | episodio: The Julia Gage Story |
| 1957      | Wagon Train             | Mary Beckett                                | episodio: The Mary Beckett Story |
| 1966      | Bonanza                 | Lily                                        | episodio: "The Unwritten Commandment" |
| 1966      | The Man from U.N.C.L.E. | Calamity Rogers                             | episodio: "The Abominable Snowman Affair" |
| 1969      | My Three Sons           | Mrs. Carstairs                              | episodio: What did you do today Grandpa |
| 1972      | Love, American Style    | la primera dama                             | Segmento «Love and the President» Episodio: «Love and the Clinic/Love and the Perfect Wedding/Love and the President/Love and the Return of Raymond». |
| 1972–1973 | The Delphi Bureau       | Sybil Van Loween                            | |
| 1975–1976 | Police Story            | Examiner Murphy / Marie Tabor               | 2 episodios |
| 1978–1982 | Fantasy Island          | Nancy Ogden / Cissy Darumple / Sally Dupres | 3 episodios |
| 1978      | Flying High             | Mrs. Benton                                 | episodio: "In the Still of the Night" |
| 1979      | Battlestar Galactica    | Siress Blassie                              | episodio: "The Man with Nine Lives" |
| 1979      | Vega$                   | Cynthia                                     | episodio: "Doubtful Target" |
| 1979      | Beggarman, Thief        | Honor Day                                   | Película de TV |
| 1982–1983 | Falcon Crest            | Amanda Croft                                | 7 episodios |
| 1983      | Matt Houston            | Elisabeth Davis                             | episodio: "Here's Another Fine Mess" |
| 1984      | Hotel                   | Mrs. Jenks                                  | episodio: "Tomorrows" |
| 1984–1985 | Finder of Lost Loves    | Rita Hargrove                               | 23 episodios |
| 1984–2004 | General Hospital        | Amanda Barrington                           | 361 episodios |
| 1986      | Murder, She Wrote       | Agnes Shipley                               | episodio: "If a Body Meet a Body" |
| 1992      | L.A. Law                | Lilah Vandenberg                            | Episode: "I'm Ready for My Closeup, Mr. Markowitz" |
| 1993–1998 | Baywatch                | Irene Buchannon                             | 5 episodios |
| 1999–2003 | Port Charles            | Amanda Barrington                           | 17 episodios |
| 2013      | Getting On              | Donna Hewler                                | episodio: "If You're Going to San Francisco" |

## Obras de teatro musical seleccionadas
- Street Scene (1947)
- Kiss Me, Kate (1949)
- Three Wishes for Jamie (1952)
- Bells Are Ringing (1958)
- Destry Rides Again (1960)
- Kismet (1962)
- Camelot (1963)
- Do I Hear a Waltz? (1966)
- Ninotchka (1966)
- Pal Joey (1968)
- The Desert Song (1968)
- Song of Norway (1969)
- The Most Happy Fella (1970)
- The King and I (1974)
- Follies (1977)
- High Button Shoes (1978)
- A High-Time Salute to Martin and Blane (1991 concierto benéfico)